# جان إدوارد سميث
جان إدوارد سميث (بالإنجليزية: Jean Edward Smith)‏ هو مؤرخ أمريكي، ولد في 13 أكتوبر 1932 في واشنطن العاصمة في الولايات المتحدة.